# Kincardine (Ontario)
Kincardine to gmina (ang. township) w Kanadzie, w prowincji Ontario, w hrabstwie Bruce.
Powierzchnia Kincardine to 578,38 km².
Według danych spisu powszechnego z roku 2001 Kincardine liczy 11 029 mieszkańców (19,07 os./km²).